# トシア・モリ
トシア・モリ（Toshia Mori、1912年1月1日 - 1995年11月26日）は日本生まれの女優。10歳の時にアメリカ合衆国に移住し、1930年代、短い期間だがアメリカ映画で活躍した。本名は市岡俊恵（いちおかとしえ）。なお、『ミスター・ウー』が日本公開された時は本名の「市岡俊恵」で紹介されている（『満蒙龍騎隊』日本封切の時は森俊惠）。

## 経歴
1929年代後半からサイレント映画に出演。『ミスター・ウー』（1927年）ではToshia Ichiokaとクレジットされた。『Streets of Shanghai』（1927年）ではToshiye Ichioka。『The Man Without a Face』（1928年）でやっと本名のToshiye Ichiokaでクレジットされたが、この映画は現存していない。トーキー時代になると、Toshia Moriと表記された。
『天晴れウォング』（1932年）でミス・リンを演じる。同年、デヴィッド・O・セルズニック製作のアクション・メロドラマ『満蒙龍騎隊』でも中国人女性を演じる。
1932年、白人以外でアジア人唯一のワンパス・ベビー・スターズに選出される。その直後、フランク・キャプラ監督・バーバラ・スタンウィック主演の『風雲のチャイナ』に重要な役で抜擢。元々はアンナ・メイ・ウォンが演じる予定の役だった。キャプラもコロンビア ピクチャーズもモリの演技に満足、『タイム』誌も好意的な批評を寄せた。「スタンウィックは申し分ないにしても、女優陣の中で最も注目すべきは吊り目の日本女性、トシア・モリである」
モリは1930年にサンフランシスコ出身の中国系俳優Allen Jung（1902年 - 1982年、『パーティ』のコック役など）と結婚。映画界を引退した後は、Robert Ripleyの短編フィルムでリサーチャーとして働く。1995年、ニューヨークのブロンクス区で死去。83歳だった。遺体はブロンクス区の Woodlawn Cemeteryに埋葬されている。

## フィルモグラフィ

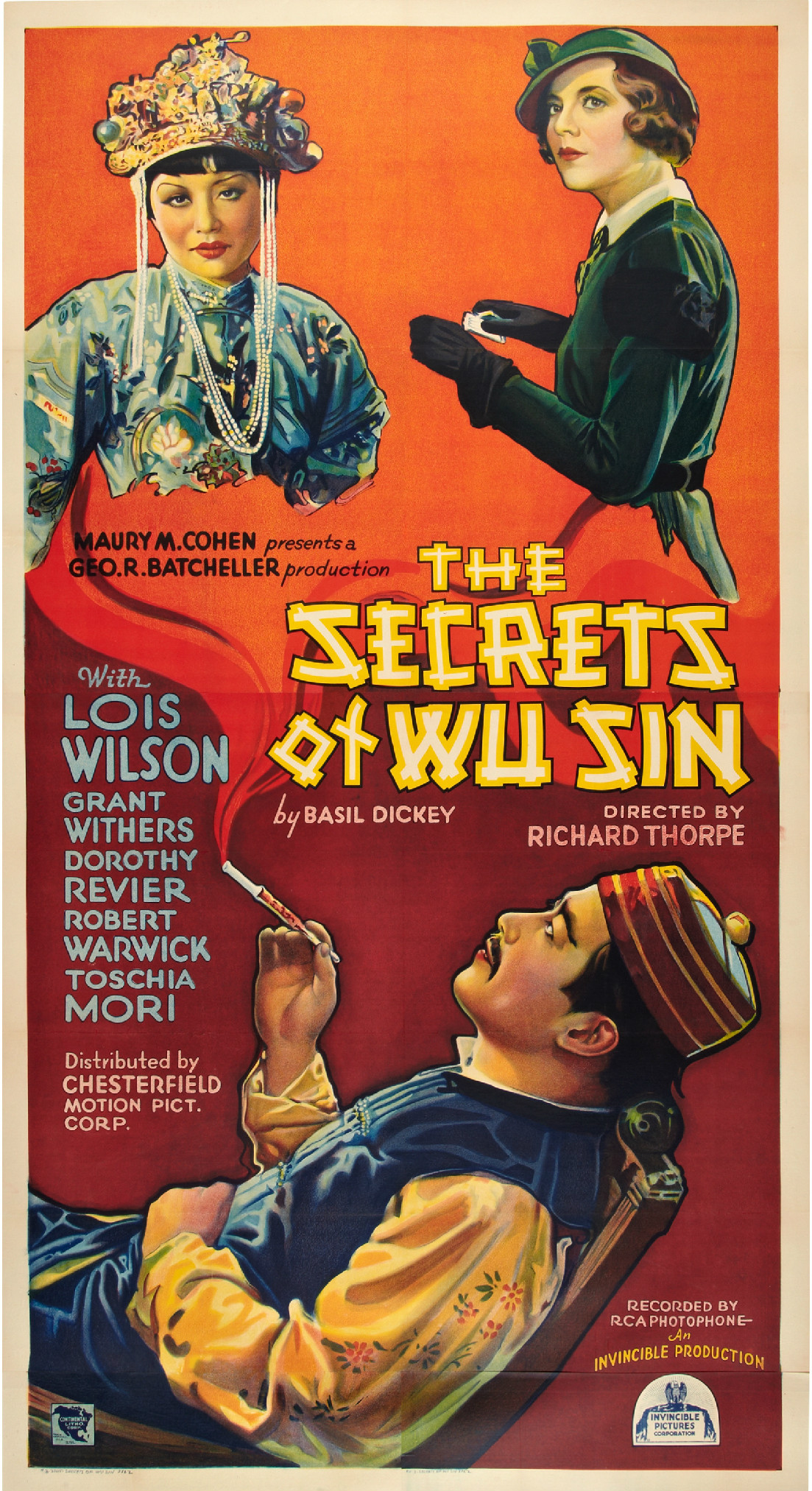
出演作『The Secrets of Wu Sin』(1932)のポスター。駒井哲も共演

| 映画 | 映画                                                 | 映画                   | 映画                     |
| 年   | 邦題 原題                                            | 役名                   | 備考                     |
| ---- | ---------------------------------------------------- | ---------------------- | ------------------------ |
| 1926 | The House Without a Key                              |                        | 連続活劇。クレジットなし |
| 1927 | ミスター・ウー Mr. Wu                                |                        |                          |
| 1927 | Streets of Shanghai                                  |                        |                          |
| 1928 | The Man Without a Face                               |                        | 現存していないと思われる |
| 1932 | The Secrets of Wu Sin                                |                        |                          |
| 1932 | 天晴れウォング The Hatchet Man                       | Miss Ling, Secretary   |                          |
| 1932 | 満蒙龍騎隊 Roar of the Dragon                        | Butterfly              |                          |
| 1933 | 風雲のチャイナ（支那） The Bitter Tea of General Yen | Mah-Li, Concubine      |                          |
| 1933 | Blondie Johnson                                      | Lulu                   |                          |
| 1934 | 彩られし女性 The Painted Veil                        | Centrepiece            |                          |
| 1935 | Chinatown Squad                                      | Wanda                  |                          |
| 1936 | 曲馬団殺人事件 Charlie Chan at the Circus            | Su Toy, contortionist  | Shia Jungと表記          |
| 1937 | Charlie Chan on Broadway                             | Ling Tse, receptionist |                          |